# Nadowli-Kaleo (distrito)
Nadowli-Kaleo es un distrito de la región Alta Occidental de Ghana. En septiembre de 2018 tenía una población estimada de 72 828 habitantes.
Se encuentra ubicado al noroeste del país, cerca del río Volta Negro y de la frontera con Burkina Faso.